# Hladomor v Povolží
Hladomor v Povolží, také známý jako ruský hladomor v roce 1921, byl katastrofální hladomor, který zasáhl rozsáhlé oblasti v bolševickém Rusku v letech 1921 až 1922. Během katastrofy primárně způsobené špatným počasím a bídnou úrodou zemřelo v Rusku přibližně 5 milionů osob. Situaci výrazně zhoršil rozvrat země způsobený občanskou válkou a sovětské úřady zabavující rolníkům zásoby a osivo navzdory hrozící tragédii. Nejhůře postiženými regiony byly oblasti kolem řek Volha a Ural, přičemž na mnoha místech zde docházelo ke kanibalismu. Hladomor se podařilo zastavit do roku 1923 i díky pomoci zahraničních humanitárních organizací, především americké American Relief Administration.

## Příčiny hladomoru
Hladomor byl výsledkem kombinace ekonomických otřesů, které začaly již v průběhu první světové války a pokračovaly během nepokojů ruské revoluce a ruské občanské války. Katastrofu znásobila sovětská politika válečného komunismu, a to zejména prodrazvjorstky (konfiskace obilí a dalších produktů), kterou zhoršovala situace na železnicích, které nedokázaly potraviny efektivně dodávat.

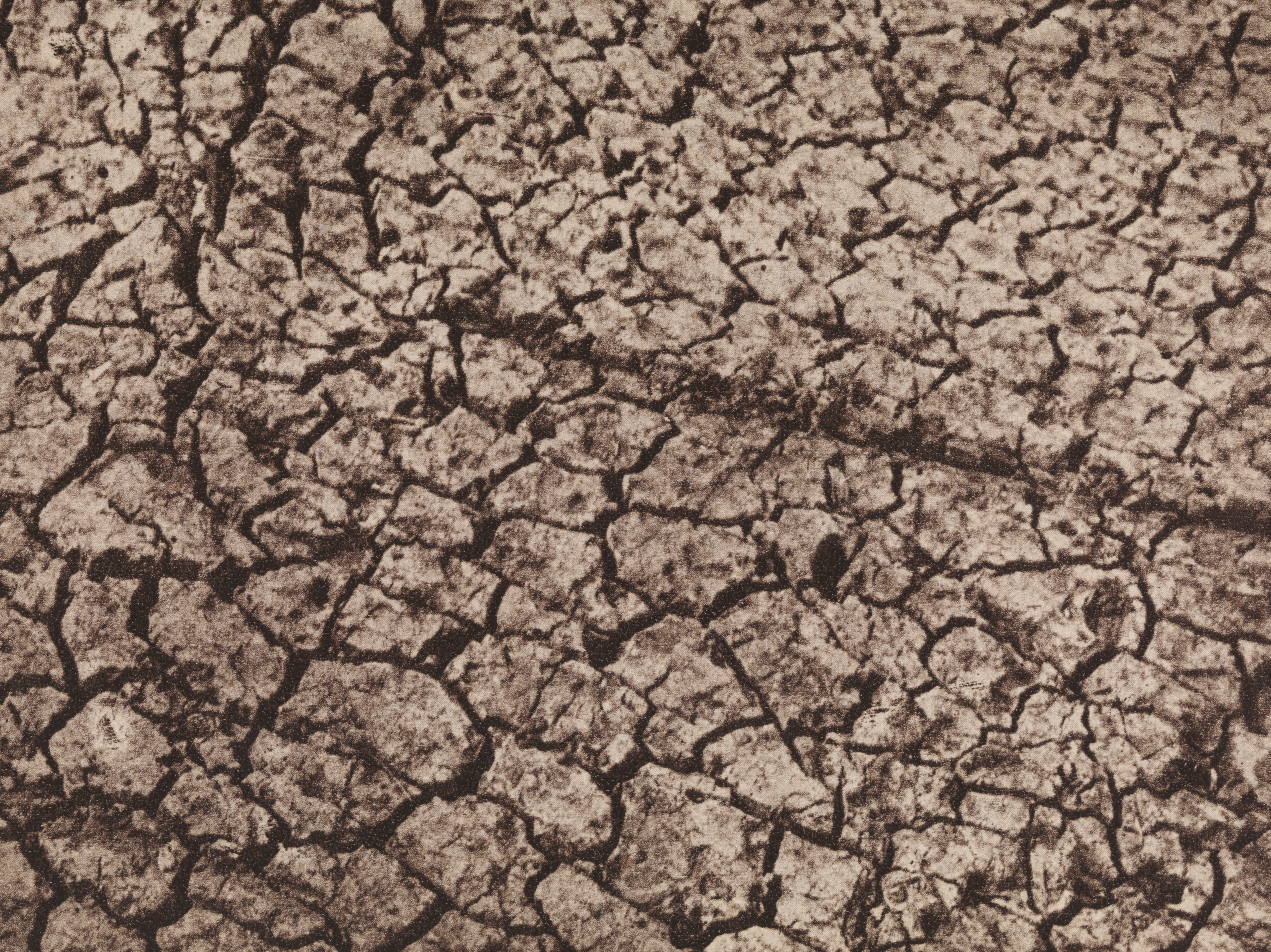
Vyprahlá půda během sucha v roce 1921

Velkému hladomoru, který v Rusku vypukl na přelomu let 1921 a 1922, předcházela velmi špatná úroda v roce 1920. V nejhůře zasažené oblasti Povolží následovala mrazivá zima a velmi suché léto v roce 1921. Jarní větry odvály svrchní písečnou část půdy a zničily tak křehké výhonky zasetých obilovin. Osení, které nezahubily mrazy a jarní větry, následně zničily přemnožené kobylky a hraboši. Rolníci se tak již z jara museli připravovat na druhý rok špatné úrody. Katastrofu však zesílil rozvrat oblasti zasažené občanskou válkou. Neustálé vojenské rekvizice a nedostatek pracovních sil způsobily, že rolníci v oblasti neměli téměř žádné zásoby, díky kterým v minulosti dokázali pravidelné nepřízně počasí překonat. Ve srovnání s rokem 1917 byla v Povolží oseta jen čtvrtina půdy. Bolševici však přesto zabavovali zbývající zásoby potravin a osiva, čímž sílu nadcházícího hladomoru v oblasti výrazně zvýšili.

## Průběh

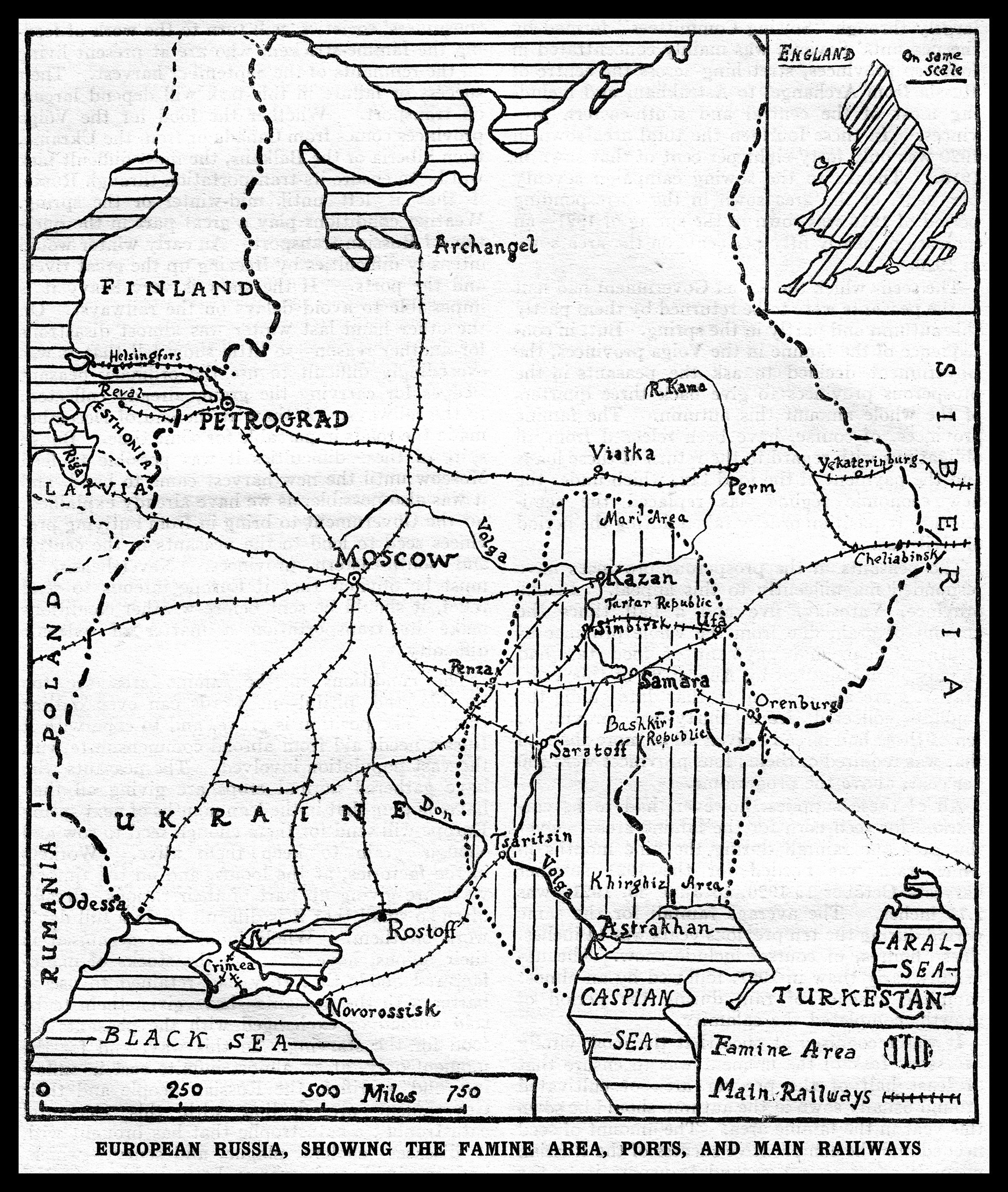
Oblasti SSSR nejvíce postižené hladomorem v roce 1921

Hladomor v Povolží v plné síle vypukl na počátku roku 1921. Zasáhl však také oblasti v povodí řek Ural, Kama a Don, Baškirsko, Kazachstán, jižní Ukrajinu a západní Sibiř, takže do příchodu jara hladem trpěla čtvrtina rolníků sovětského Ruska. Vedle hladu umírali obyvatelé těchto oblastí i v důsledku infekčních chorob, které se v zesláblé populaci rychle šířily. Zoufalí vesničané mleli mouku ze žaludů, hlíny, pilin a koňského trusu, jedli trávu, listí, mech a kůru ze stromů a na mnoha místech došlo i k rozšíření kanibalismu. Tisíce případů pojídaní mrtvých byly hlášeny z baškirské oblasti, z okolí Buzuluku a Pugačova, kde byl hladomor nejhorší. Běžným jevem se stávalo i usmrcování lidí na maso.
„V naší vesnici jí lidské maso každý, jenomže nahlas se to neříká. Máme tam několik hospod a všechny nabízejí dětské maso.“
Výslech muže zadrženého kvůli kanibalismu.

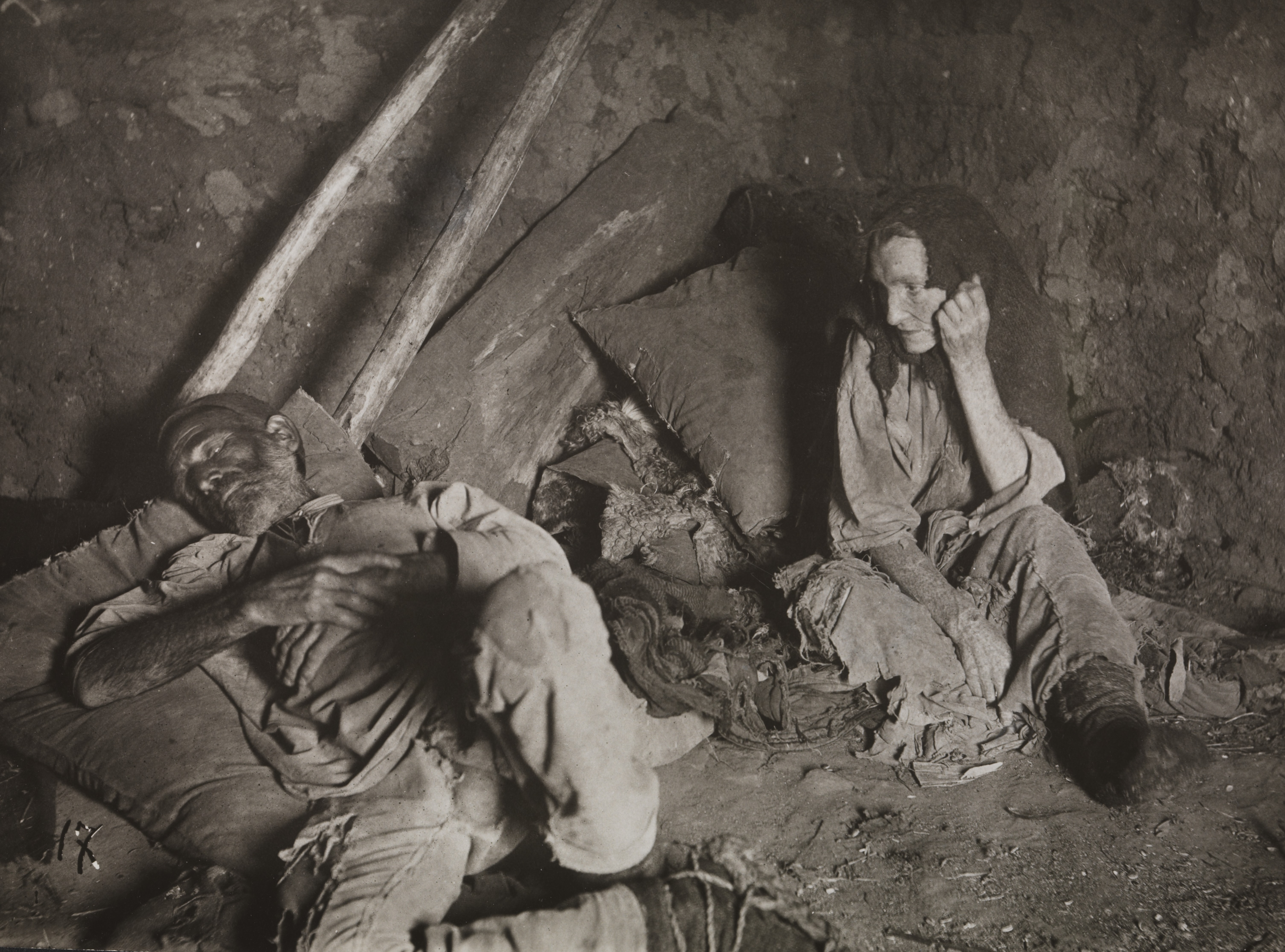
Vyhládlí vesničané nemocní po snědení trávy

Hladomor trval i po celý rok 1922. Odhadem při něm zemřelo na 5 milionů lidí. Nejhůře postiženými regiony bylo okolí řek Volha a Ural. Sovětská vláda z důvodů propagandy odmítala existenci hladomoru připustit až do léta roku 1921. Nedostatek potravin však vedle venkova zasáhl i ruská města. Po snižování přídělů potravin vypukly v Moskvě a Petrohradě nepokoje a v březnu 1921 se většina sovětské Baltské flotily vzbouřila proti bolševické vládě během Kronštadtského povstání.
Katastrofu nebyl sovětský režim zaměstnaný válkou a bojem s vnitřní opozicí schopen řešit a zajištění humanitární pomoci proto poskytovala pouze domácí veřejnost a zahraniční organizace. Pomoc hladovějícím Rusům v počátcích organizoval především spisovatel Maxim Gorkij, kterému dal svolení k založení dobrovolné humanitární organizace samotný Vladimir Iljič Lenin. Tzv. Pogmol, neboli Všeruský lidový výbor na pomoc hladovějícím, byl založen 21. července 1921.
„Do země Tolstého, Dostojevského, Mendělejeva, Pavlova, Musorgského, Glinky a ostatních mužů, vážených po celém světě, zavítalo neštěstí. Pokud humanitární myšlenky a pocity - jejichž vírou ve společenský význam otřásla prokletá válka a nelítostnost vítězů vůči poraženým - a pokud víra v tvořivou sílu těchto myšlenek a pocitů musí a může být obnovena, nabízí tu Rusko skvělou příležitost, jak ukázat, že lidský soucit nezhynul. Žádám všechny čestné Evropany a Američany o rychlou pomoc ruskému lidu. Pošlete chléb a léky. Maxim Gorkij.“
Prohlášení Maxima Gorkého v západním tisku z 13. července 1921.
V reakci na Gorkého výzvu vyslal tehdejší americký ministr obchodu Herbert Hoover do Ruska humanitární organizaci American Relief Administration poskytující potravinovou a lékařskou pomoc v poválečné Evropě. Podmínkou Američanů bylo, že ARA bude působit nezávisle na komunistické správě a že ze sovětských vězení budou propuštěni američtí občané. Lenin souhlasil, avšak jakmile byla zajištěna americká pomoc, dal rozpustit Pogmol a 27. srpna byli všichni jeho veřejní činitelé kromě Gorkého a spisovatele Korolenka zatčeni Čekou a obviněni z protirevoluční činnosti. Během léta 1922 poskytovala ARA v Rusku potravu pro zhruba 10 milionů lidí denně. Vedle toho navíc do země proudily zásoby osiva, léků, nástrojů a ošacení. Náklady na činnost ARA se vyšplhaly na šest milionů dolarů. Díky dodanému osivu se podařilo v Rusku zajistit dobré úrody v letech 1922 a 1923, což uspíšilo konec hladomoru. Bolševici obávající se amerického diplomatického nátlaku však po celou dobu porušovali americké podmínky, když prohledávali konvoje a vlaky organizace a dokonce zatýkali její humanitární pracovníky. Pobouření v USA způsobilo především zjištění, že navzdory přijímané pomoci Sovětský svaz v téže době prodával velké množství obilí na zahraničních trzích. Sověti argumentovali, že za prodané obilí museli nakupovat nezbytné zemědělské a průmyslové vybavení. Bolševici současně obvinili organizaci ARA ze špionáže a snahy zdiskreditovat sovětský režim. Po skandálu ukončila American Relief Administration svou činnost v červnu 1923.

## Fotogalerie

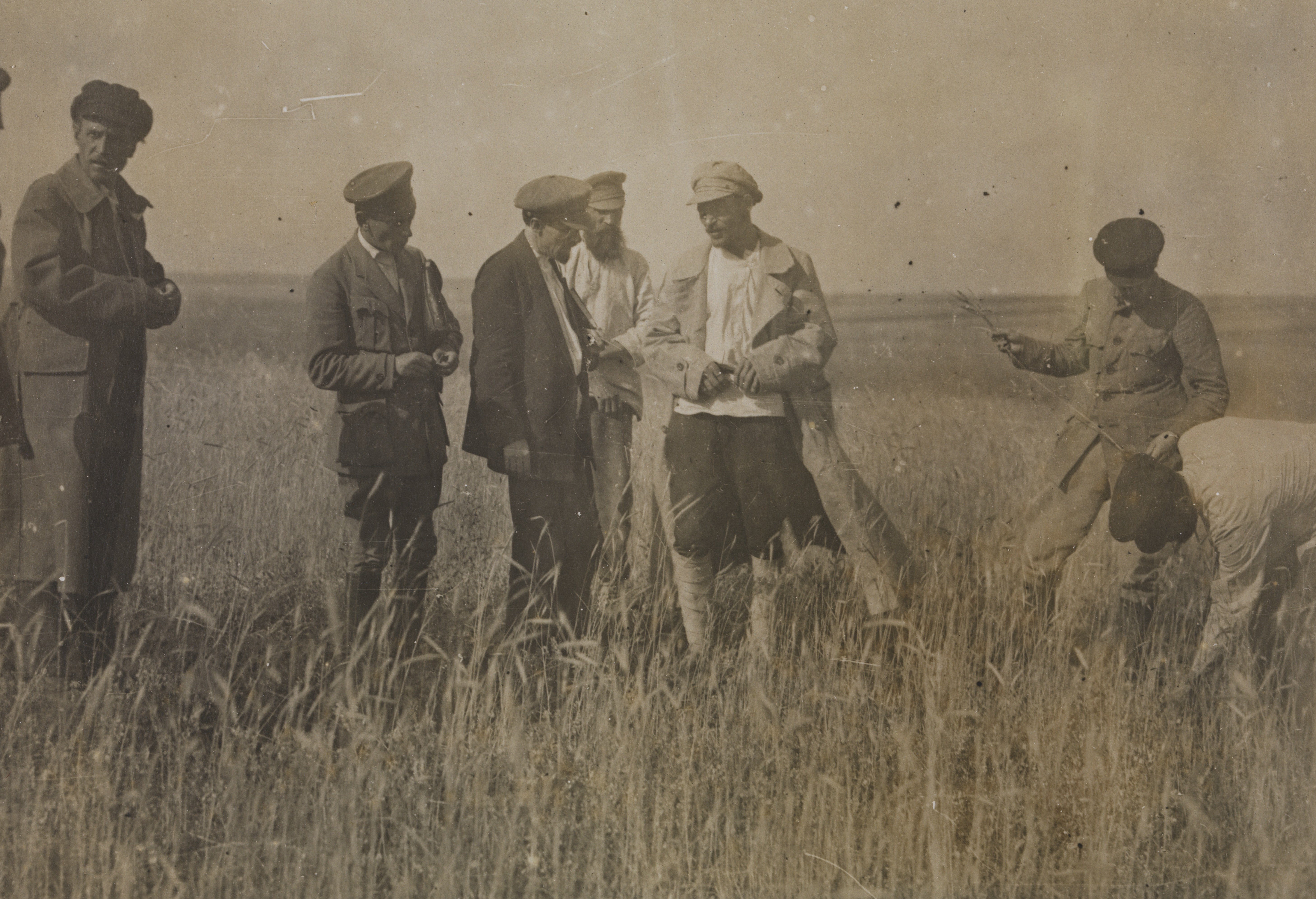
Úředníci kontrolující špatnou úrodu
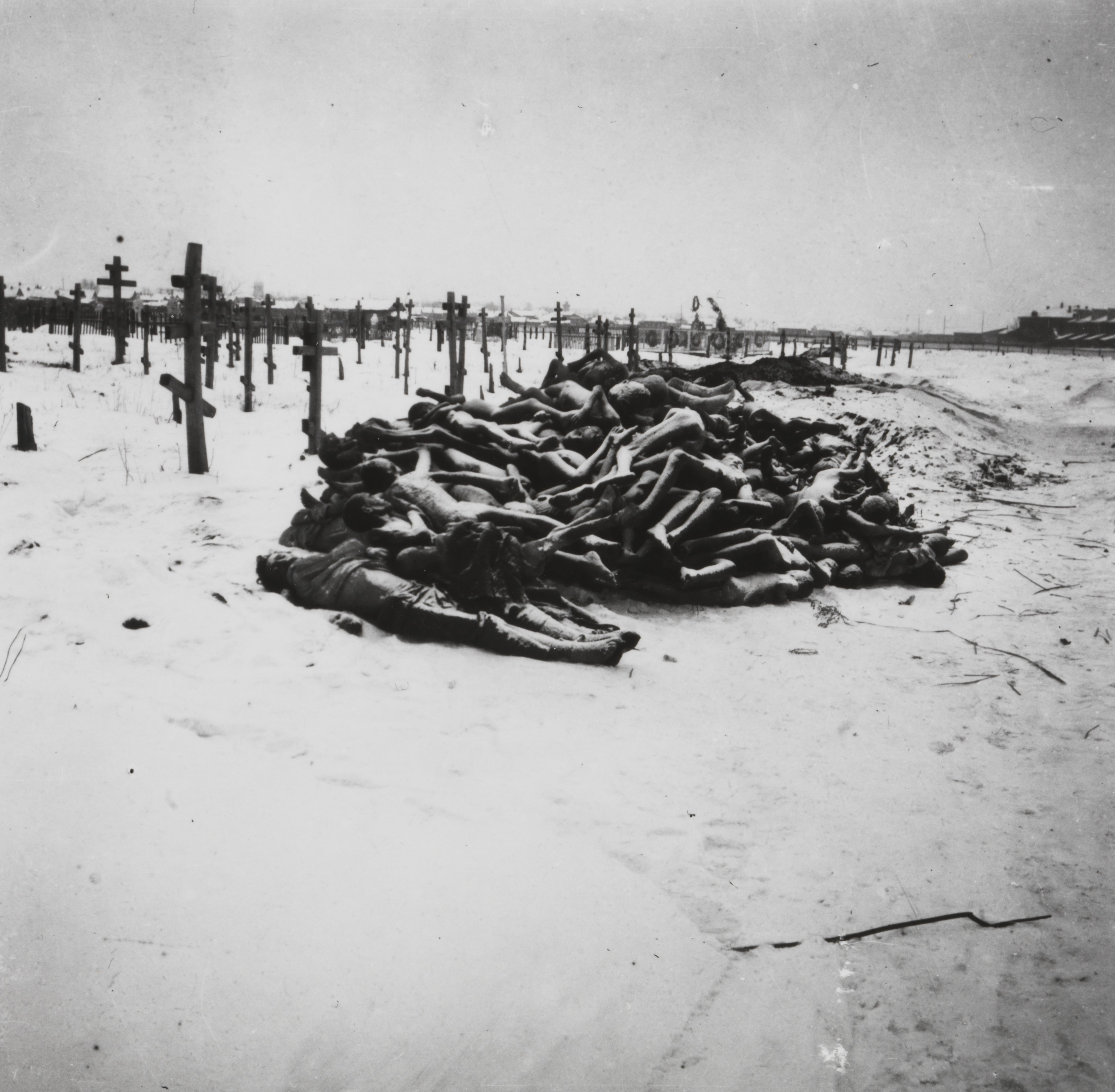
Těla zemřelých na hřbitově v Buzuluku
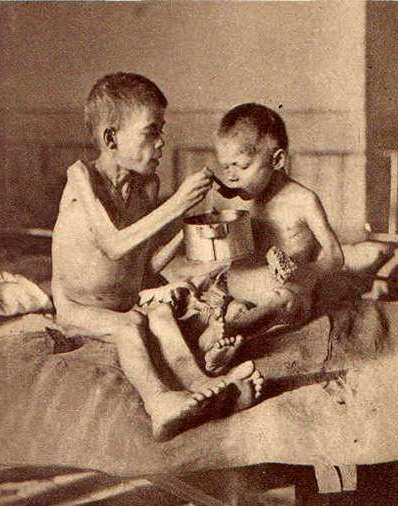
Vyhladovělé děti na fotografii Fridtjofa Nansena, 1922
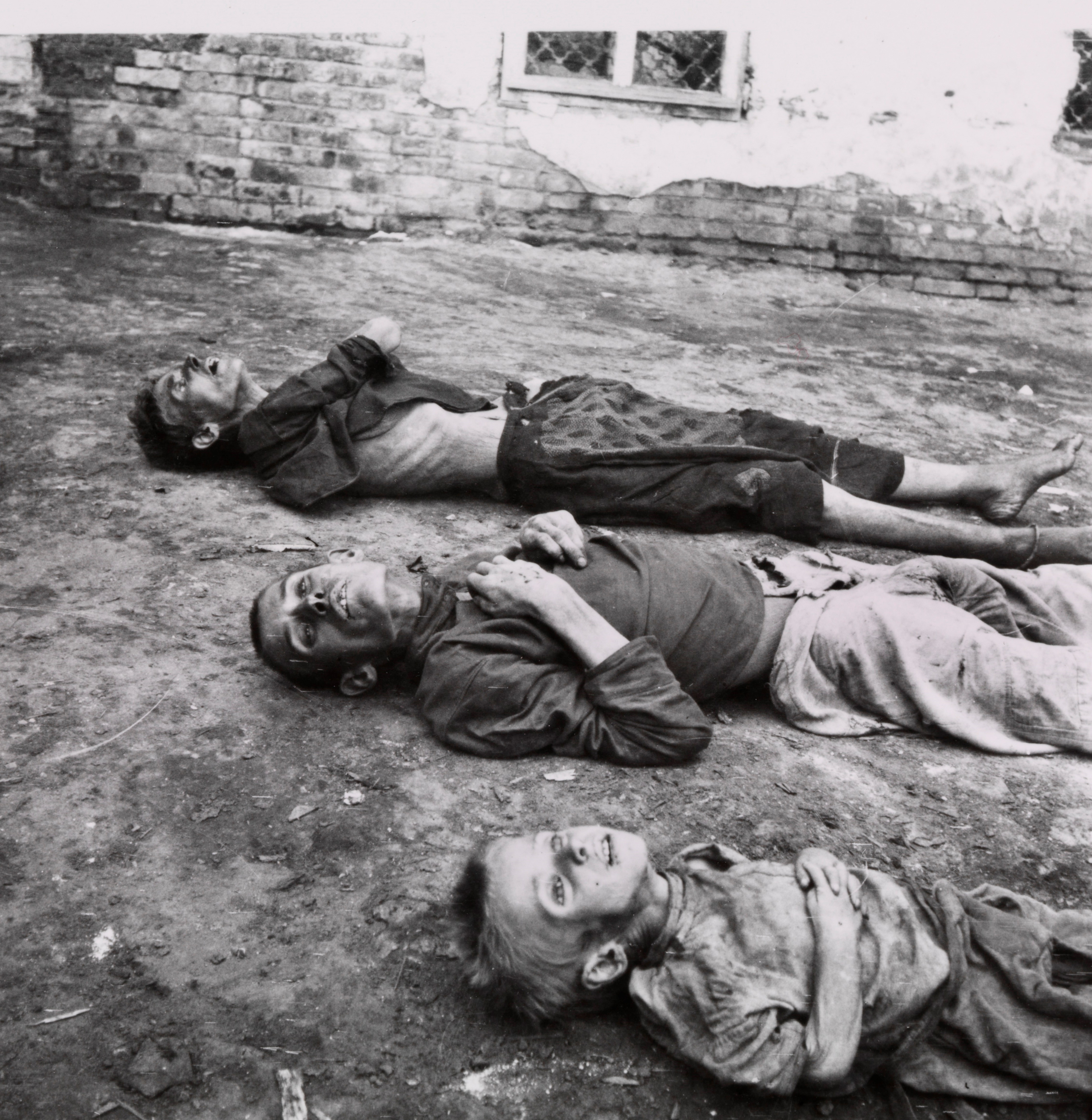
Oběti hladomoru, Saratov 1921
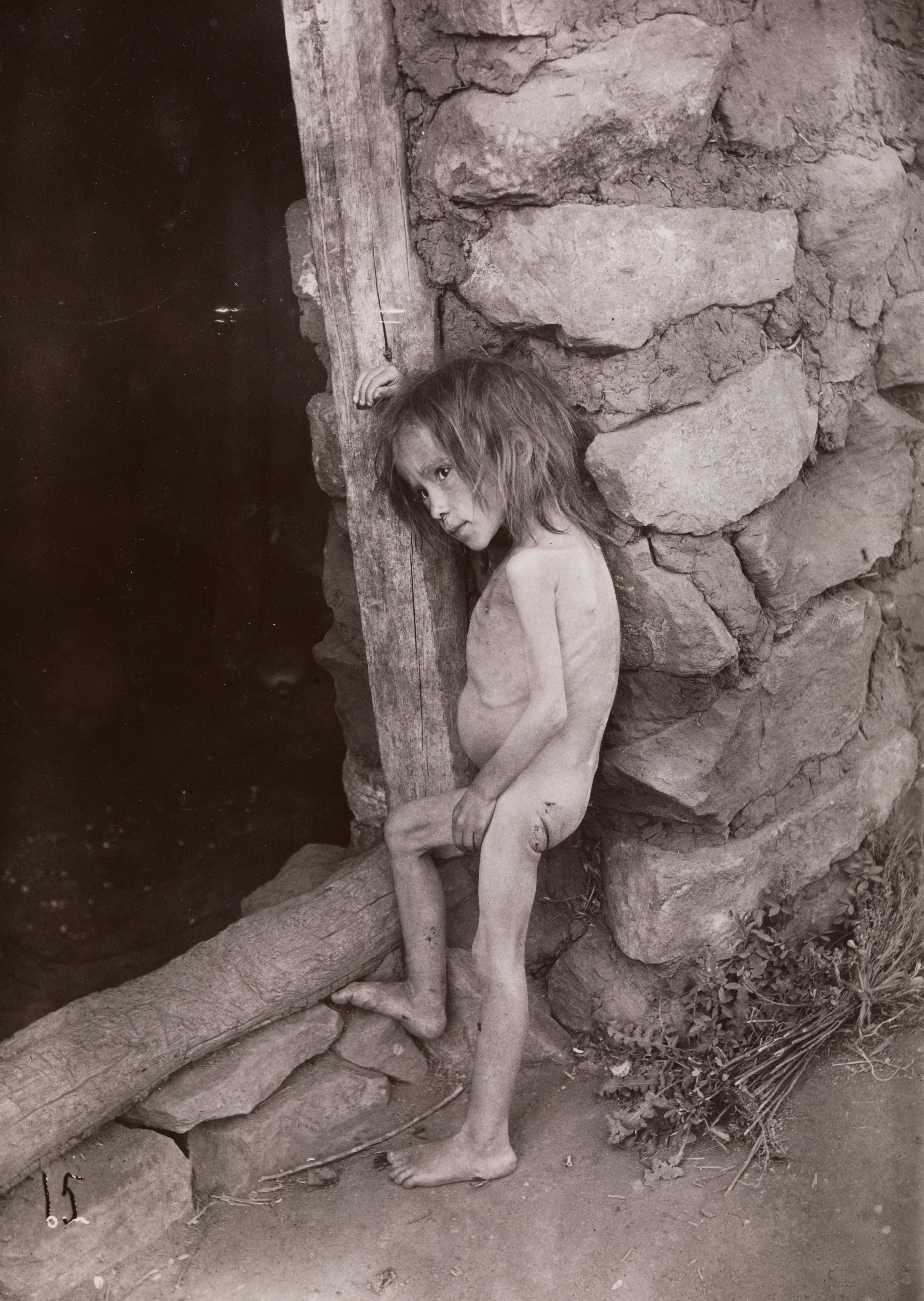
Vyhladovělá sedmiletá dívka
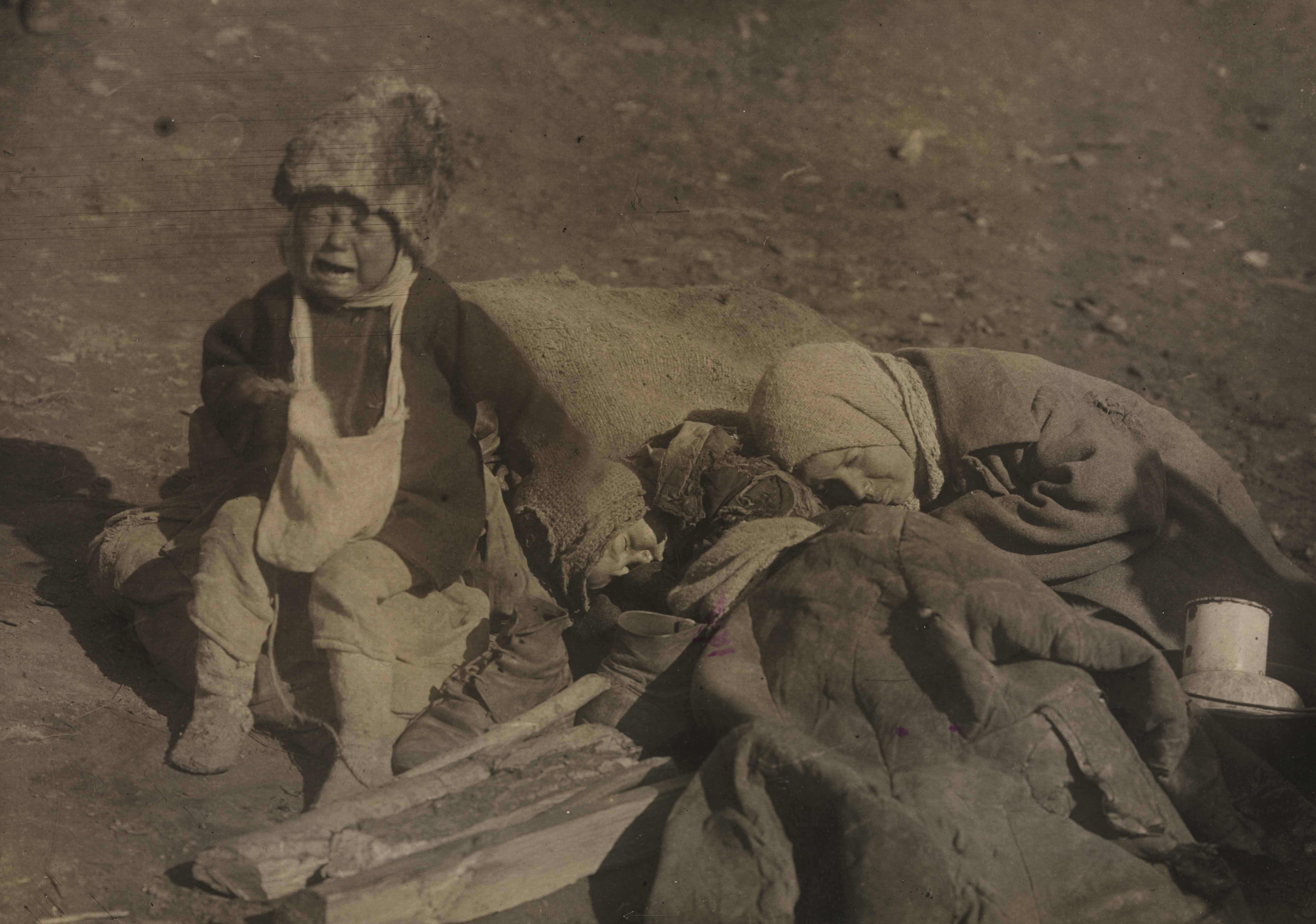
Rodina přežívající na břehu Volhy
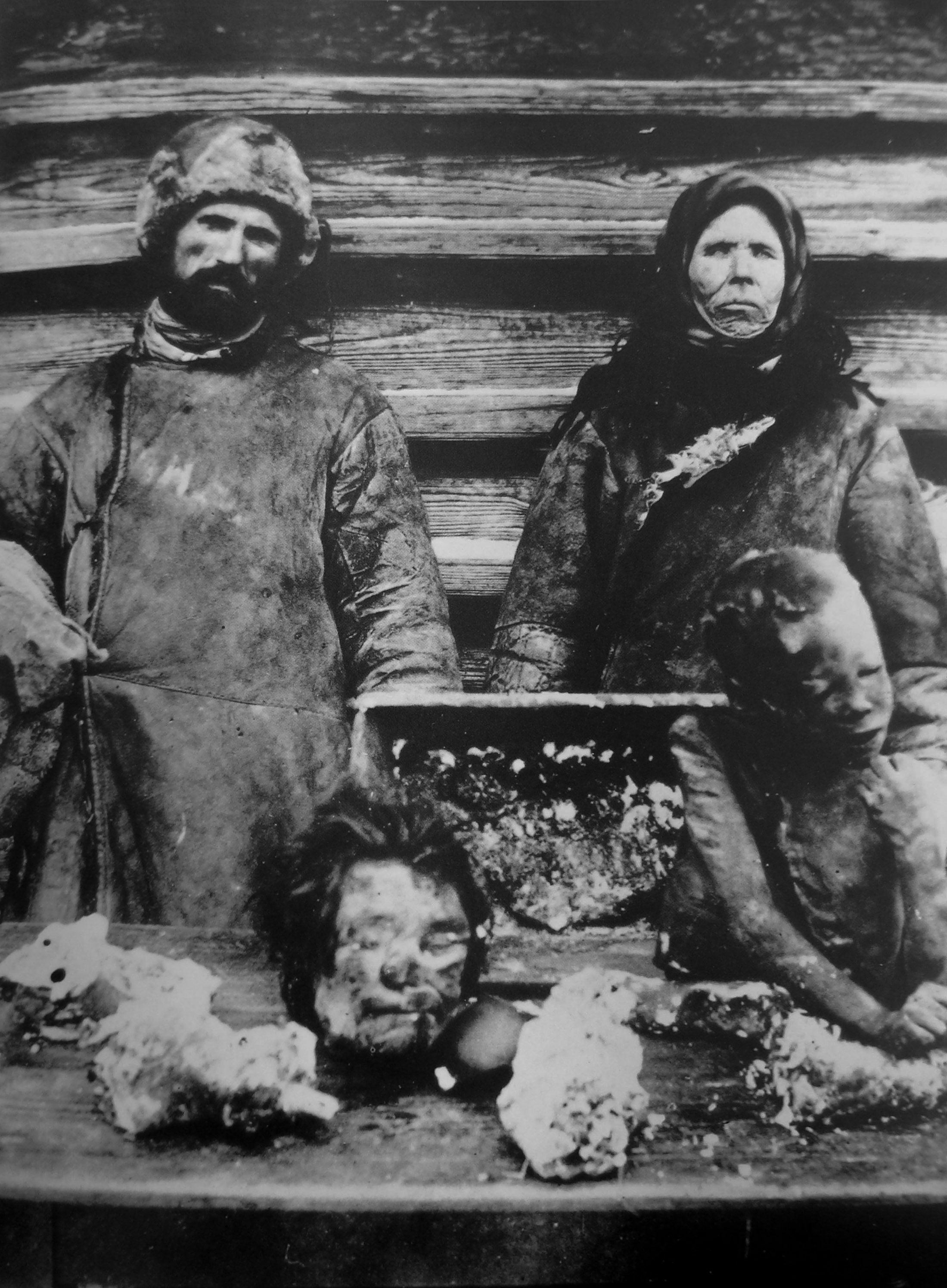
Zadržení kanibalové v provincii Samara, 1921
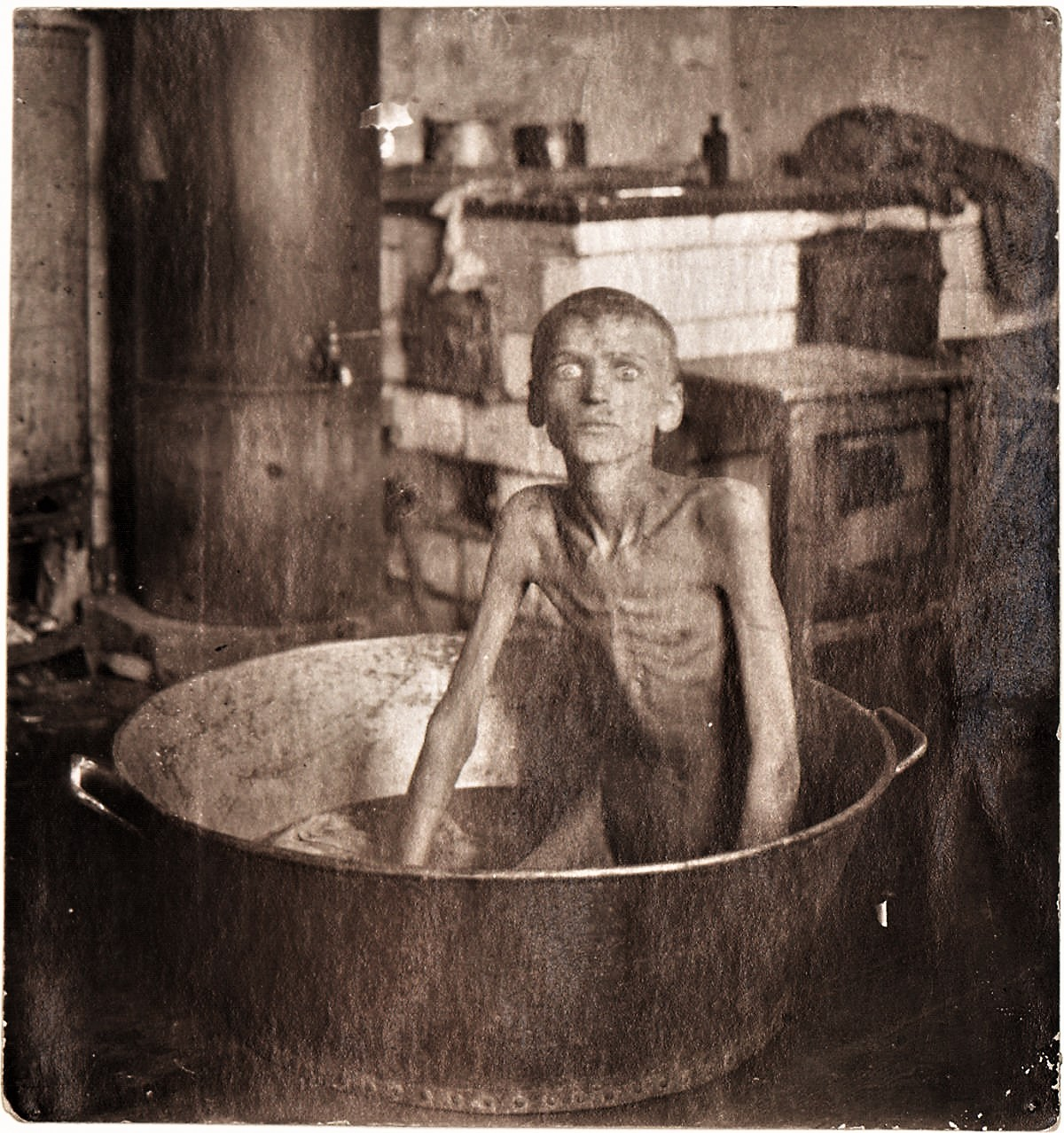
Chlapec, který usmrtil a snědl svého 3letého bratra, Záporožská oblast 1922
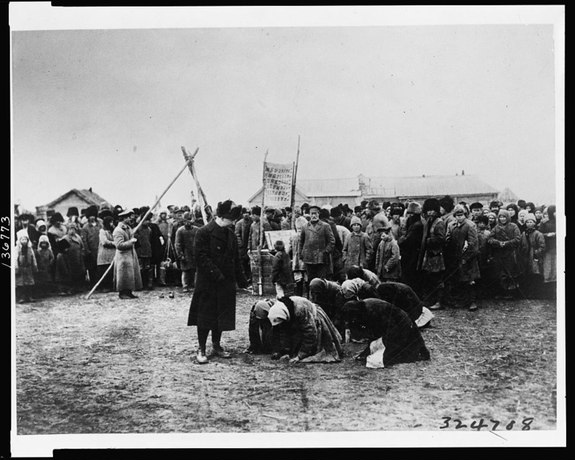
Ženy ze vsi v provincii Samara děkující zástupcům ARA, 1922